# Theologische Hochschule Veszprém

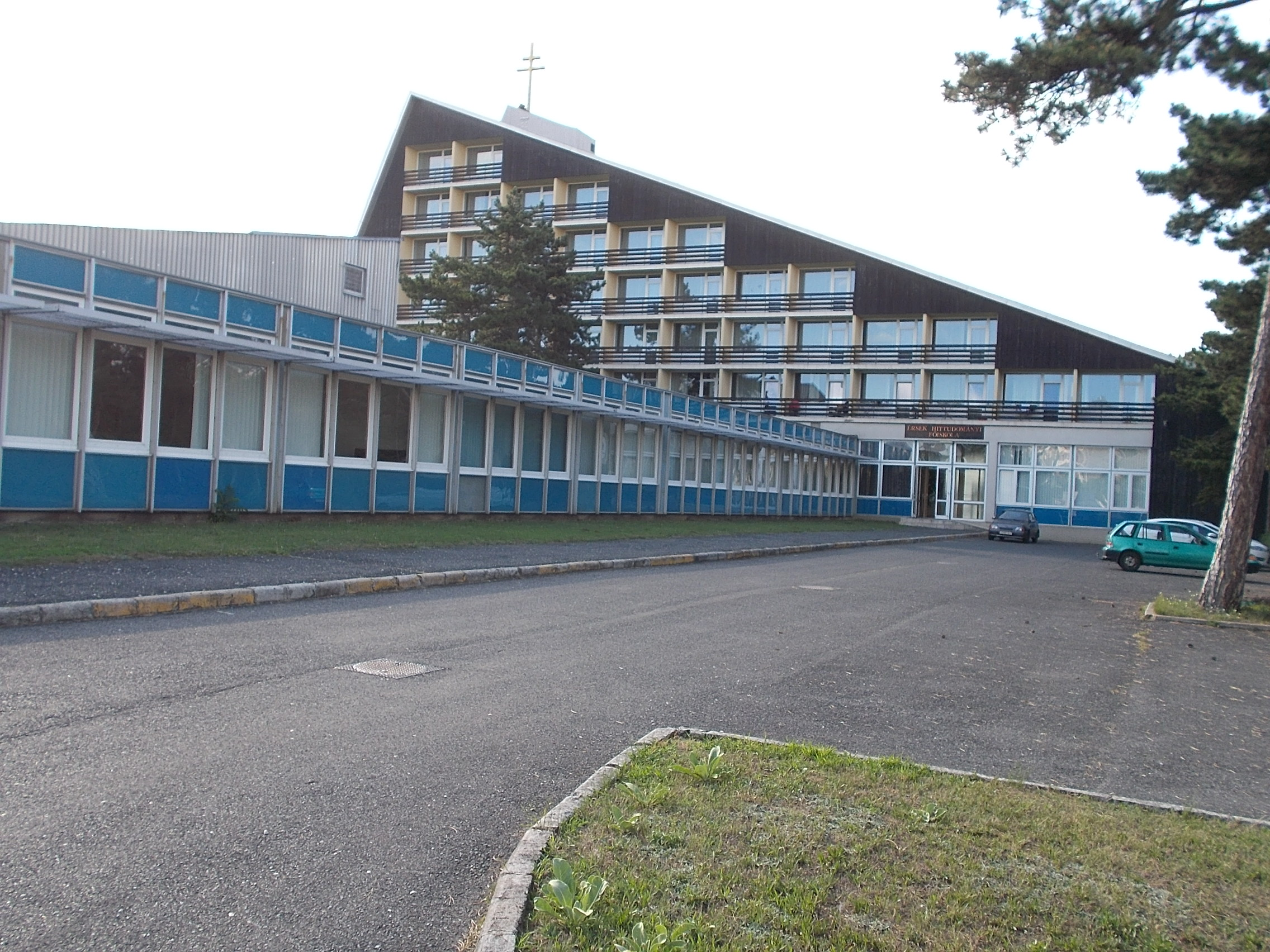
Theologische Hochschule Veszprém (2016)

Die Erzbischöfliche Theologische Hochschule Veszprém, (ungarisch Veszprémi Érseki Hittudományi Főiskola , kurz VHF) ist eine nichtstaatliche Hochschule unter Leitung des römisch-katholischen Erzbistums Veszprém mit Hauptsitz in Veszprém, Ungarn.

## Historie
Das erzbischöfliche Kolleg in Veszprém ist eine der ältesten kirchlichen Hochschulen Ungarns. Sie bietet Religionsunterricht, Seelsorge und Ausbildung von Sozialarbeitern und firmiert seit 1991 unter Erzbischöfliche Theologische Hochschule Veszprém.
Vorläufer war ein Priesterseminar, das durch Bischof János Volkra 1711 in Veszprém gegründet wurde. Zunächst war das Seminar im Anwesen der örtlichen Piaristen-Kommunität angesiedelt. 1745 gab der Wesprimer Bischof Márton Padányi Biró den Auftrag einer umfangreichen Sanierung des Priesterseminars. Auch während der Kriege von 1745 bis 1952 wurde der Betrieb ununterbrochen fortgesetzt. Im März 1952 ordnete die kommunistische Regierung die Schließung des Seminars an. Mehrere Lehrer wurden interniert oder inhaftiert.
Mit der Öffnung des Ostens 1989 und dem Regimewechsel konnte Bischof József Szendi das Seminar 1991 wieder eröffnen, bis 1994 in Zusammenarbeit der örtlichen Universität Veszprém. Seit 2015 besteht eine Zusammenarbeit mit der ungarischen Pannonischen Universität, der französischen Université Catholique de l’Ouest und der deutschen Universität Passau.

## Organisation
Die Hochschule bietet Hochschulabschlüsse in Katechese, Pastoral, Sozialarbeit und Theologie als Bachelor- und Masterstudien sowie postgradualen Programmen an in den Studienrichtungen wie
- Lehramt
  - Lehrer für Theologie
  - Lehrer für englische Sprache und Kultur
  - Lehrer für Schauspiel- und Theater
  - Lehrer für Informatik
  - Lehrer für Ungarischer Sprache
  - Lehrer für deutsche Sprache und Kultur
  - Lehrer für Naturwissenschaften
  - Theologischer Theorielehrer
- Sozialarbeit